# Перламутровка Палес
Перламутровка Палес (лат. Boloria pales) — вид бабочек из семейства нимфалид. Длина переднего крыла 18—21 мм.

## Происхождение названия

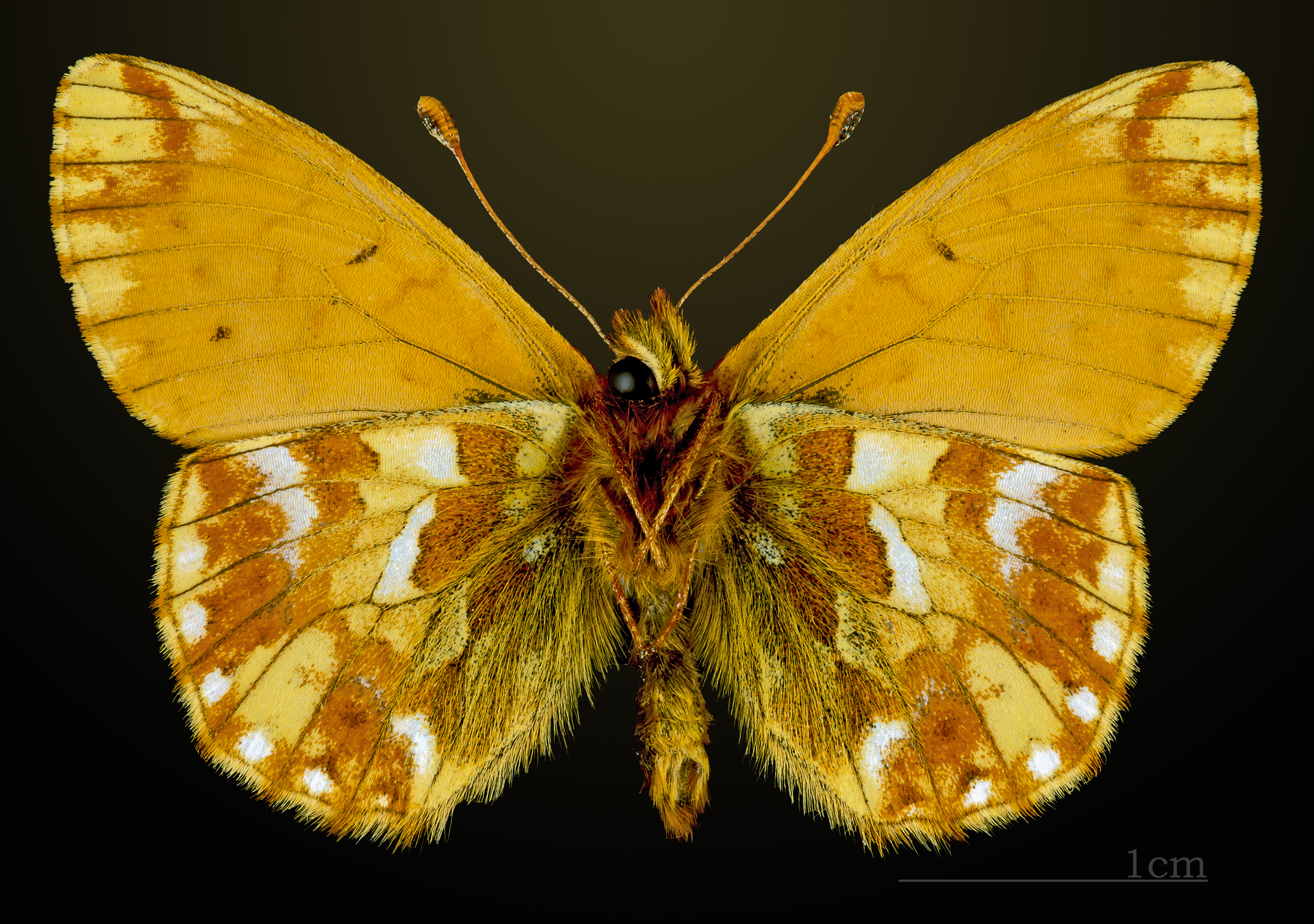
Нижняя сторона крыльев

Палес (римская мифология) — богиня покровительница пастухов и скота.

## Ареал
Горы Центральной и Южной Европы (Пиренеи, Альпы, Апеннины, горы Балканского полуострова, Восточные и Южные Карпаты.
В Восточной Европе вид населяет Татры (на территории Польши и Словакии), Румынию (Восточные и Южные Карпаты).
Бабочки встречаются на альпийских и субальпийских лугах на высотах от 1500 до 2700 метров над уровнем моря. Также известны находки вида в лесном поясе на высотах от 1200 метров над уровнем моря.

## Биология
За год развивается одном поколении. Время лёта длится с конца июня по август включительно. Бабочки встречаются на цветущих горных склонах, а также по берегам рек и ручьёв.
Кормовые растения гусениц: фиалка (Viola sp.), Viola calcarata.